# Li Shanshan
Li Shanshan, em chinês: 李珊珊  (Huangshi, 22 de fevereiro de 1992) é uma ginasta chinesa que compete em provas de ginástica artística.
Li fez parte da equipe chinesa que disputou os Jogos Olímpicos de Pequim, em 2008 na China, e conquistou a medalha de ouro coletiva. Em mundiais, Shanshan ainda detém a prata na trave e por equipes.

## Carreira
Shanshan iniciou sua carreira no ano de 1997, ao cinco de idade. Como nacional júnior, seu primeiro campeonato disputado foi em 2005, aos treze anos. Dois anos mais tarde, em sua estreia na equipe sênior, conquistou duas medalhas de prata no Campeonato Mundial de Stuttgart, - uma por equipes e outra na trave. As norte-americanas foram as campeãs das disputas coletivas e a ginasta Nastia Liukin, a medalhista de ouro do aparelho.[carece de fontes?]
Li fez parte da equipe chinesa que disputou os Jogos Olímpicos de 2008 em Pequim. Ao lado de Cheng Fei, Yang Yilin, He Kexin, Jiang Yuyuan e Deng Linlin, conquistou a medalha de ouro para a seleção chinesa. Na decisão da trave, contudo, caiu e não subiu ao pódio, encerrando assim, sua participação no evento com a sexta colocação, na segunda e última final disputada. Antes dos Jogos se iniciarem, recaiu sobre a equipe feminina, a suspeita de falsificação etária. Após as Olimpíadas, sobre a exigência do COI, a Federação Internacional de Ginástica investigou Shanshan e suas companheiras de equipe, também com dezesseis anos. O resultado foi a comprovação da veracidade da idade das jovens, que puderam manter suas medalhas.
Sua última competição do ano foi a Final da Copa do Mundo de Madrid, na Espanha. Neste evento, Li disputou a prova da trave e não sofreu uma nova queda. Contudo, devido a ter diminuido a dificuldade de sua rotina, terminou com a medalha de bronze, em prova vencida pela australiana Lauren Mitchell. Abrindo o calendário competitivo de 2009, disputou os Jogos Nacionais, nos quais não subiu ao pódio.[carece de fontes?] Após a realização do evento, Li anunciou oficialmente sua aposentadoria do desporto.

## Principais resultados
| Ano  | Evento                                    | AA | Equipe           | Salto sobre o cavalo | Trave             | Barras assimétricas | Solo            |
| ---- | ----------------------------------------- | -- | ---------------- | -------------------- | ----------------- | ------------------- | --------------- |
| 2007 | Campeonato Mundial de Ginástica Artística |    | Medalha de prata |                      | Medalha de prata  |                     |                 |
| 2008 | Copa do Mundo – Barcelona                 |    |                  |                      | Medalha de ouro   |                     | Medalha de ouro |
| 2008 | Copa do Mundo – Cottbus                   |    |                  |                      | Medalha de prata  |                     |                 |
| 2008 | Jogos Olímpicos                           |    | Medalha de ouro  |                      | 6º                |                     |                 |
| 2008 | Copa do Mundo – Madrid                    |    |                  |                      | Medalha de bronze |                     |                 |